# بهمنیار

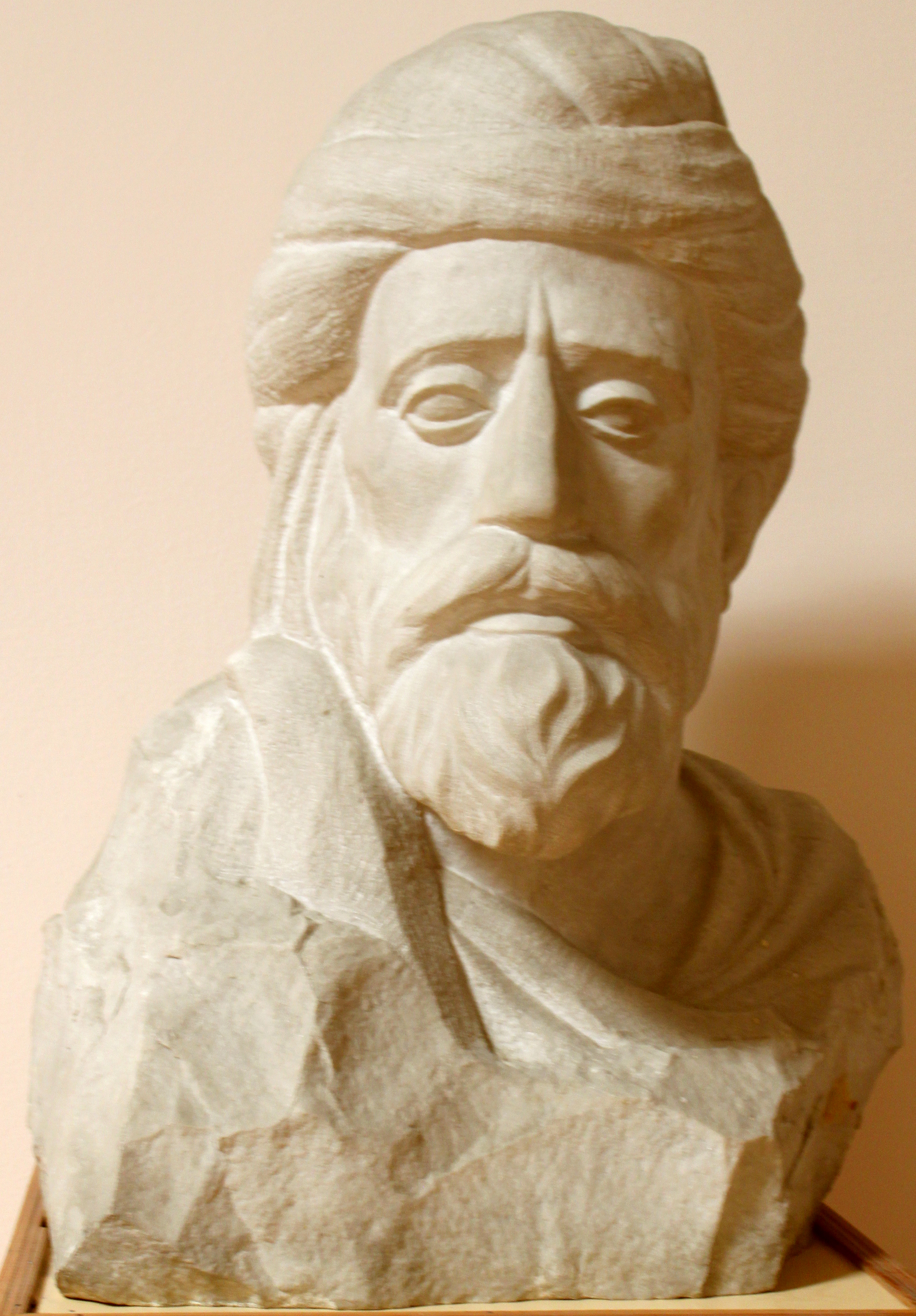
چهره منصوب شده به بهمنیار

ابوالحسن بهمنیار بن مرزبان سالاری (مرگ: ۴۴۶) نواده‌ی مرزبان شاه سالاری و از دودمان دیلمی خاندان سالاریان، فیلسوف ایرانی  و از برجسته‌ترین شاگردان ابن سینا یا ابوعلی بود و در درس ابن سینا حضور فعال داشته و پرسش‌های پرسون و مهمی را مطرح می‌کرده کتاب المباحثات ابن سینا بیش‌تر در پاسخ به پرسش‌های او است. ابن سینا در نامه‌ای به بهمنیار، او را به دلیل اهتمام به تحصیل علم ستوده است.
از جملهٔ آثار او التحصیل یا التحصیلات است، که آن را به نام دایی خود ابومنصور بهرام بن خورشید بن یزدیار نوشت. او در نوشتن این کتاب، از روش استاد خود ابن سینا پیروی کرد و همچنین از آثار او نیز استفاده کرد. این اثر بهمنیار در سدهٔ پنجم و سدهٔ ششم هجری از آثار مهم فلسفی به‌شمار می‌آمده است. از دیگر آثار او رساله فی مراتب الموجودات و رساله‌ای به نام فی موضوع المعروف بما بعدالطبیعة اند، که هر دو به زبان آلمانی ترجمه شده‌اند. همچنین او کتاب التعلیقات ابن سینا را گرد آورده است.
درباره‌ی دین او اختلاف هست؛ منابع نخستین او را زرتشتی و منابع متاخر مسلمان معرفی کرده‌اند. آقا بزرگ تهرانی در الذریعه یکی از تصنیفات وی را در شمار کتب شیعه آورده است. اما در التحصیل چیزی که گواه مسلمانی او باشد، دیده نمی‌شود. اما مطالب این کتاب بر خلاف آیین زرتشتی است.
منابع متقدم او را زردشتی دانسته‌اند اما متأخران گفته‌اند که بعدها مسلمان شده است.

## خانواده و کودکی
بهمنیار اهل آذربایجان بود و نیاکانش از فرمانروایان این سامان بودند.
گویند روزی ابن سینا در بازار همدان از جلوی دکان آهنگری می‌گذشت که کودکی را دید. آن کودک از آهنگر مقداری آتش می‌خواست. آهنگر گفت: ظرف بیاور تا در آن آتش بریزم. کودک که ظرف همراه نداشت، خم شد و مشتی خاک از زمین برداشت و در کف دست خود ریخت. آن گاه به آهنگر گفت: آتش بر کف دستم بگذار. ابن سینا، از تیزهوشی او به شگفت آمد و در دل بر استعداد کودک شادمان شد. پس جلو رفت و نامش را پرسید. کودک پاسخ داد: نامم بهمنیار است. ابن سینا او را به شاگردی گرفت و در پرورش وی کوشید.

## رای و نوآوری در فلسفه
رای ابن سینا در تصویری که از حرکت دارد، چندان روشن و بی‌گفتگو نیست. بهمنیار اما با اشکالی که بر حرکت قطعیه وارد می‌کند، حرکت را توسطیه می‌داند. این اشکال را سپس‌تر فخر رازی تقریری تازه از همین اشکال پیش‌می‌کشد و حرکت قطعیه را سخت انکار می‌کند.
نیز به پیروی از استاد رای کسانی را که باور داشتند جسم مرکب از جزوی ناشکستنی ساخته شده است، باطل می‌دانست. فخر رازی و میرداماد و ملاصدرا بسیار به او استناد کرده اند.

## شاگردان
بهمنیار را مفسر فلسفه ابن سینا و مروّج فلسفه در سده پنجم دانسته‌اند. بسیاری از دانشورانی که چراغ دانش و خرد را در ایران افروخته نگاه داشتند، از شاگردان بهمنیار بوده اند. برجسته‌ترین شاگرد او ابوالعباس لوکری است.

## معرف مکتب ابن سینا
بهمن یار و همچنان جوزجانی را جزومعرف مکتب ابن سینا یاد میکنند بهمنیار را معرف مکتب ابن‌سینا برای نسل‌های بعدی شناخته‌اند، اما شواهد تاریخ خاصی در این باره نمی‌توان یافت؛ جز این‌که شاگرد سرشناس وی، ابوالعباس فضل بن محمدلوکری ، مؤلف بیان‌الحق به ترویج حکمت ابن‌سینا در خراسان شهرت داشته است. فیلسوفان پس از بهمنیار در موارد بسیاری از وی و کتابش، التحصیل یاد کرده‌اند و گاهی در نقد آراء او سخن گفته‌اند. 

## آثار
- جام جهان‌نمای (ترجمه التحصیل)، به اهتمام عبدالله نوارائی و محمدتقی دانش‌پژوه، تهران، ۱۳۶۲